# Leptographium abietinum
Leptographium abietinum är en svampart som först beskrevs av Peck, och fick sitt nu gällande namn av M.J. Wingf. 1985. Leptographium abietinum ingår i släktet Leptographium och familjen Ophiostomataceae.   Inga underarter finns listade i Catalogue of Life.